# Сара Полсон
Сара Кетрин Полсон (енгл. Sarah Catharine Paulson; Тампа, Флорида, 17. децембар 1974) америчка je филмска, позоришна и телевизијска глумица. Добитница је Еми награде и Златног глобуса. 
Најпознатија је по улогама које је тумачила у антологијској ТВ серији Америчка хорор прича и по улози Марше Кларк у првој сезони серије Америчка крими прича.

## Детињство и младост
Сара је рођена 17. децембра 1974. године у Тампи, Флорида. Живела је у Северној Тампи до своје пете године када су јој се родитељи развели. Време је проводила у Мејну док се није преселила у Њујорк са мајком. Живела је у Квинсу и у Грамерси Парку док се није преселила у Бруклин. Лета је проводила на Флориди, посећујући родитеље. Ишла је у средњу школу извођачких уметности на Менхетну и у Америчку академију драмских уметности.

## Лични живот
Сара је 2004. године почела да се забавља са глумицом Чери Џоунс. Везу су објавиле 2007. године, а раскинуле су 2009. године. У једном интервјуу из 2013. године, Сара је изјавила да је пре везе са Чери излазила само са мушкарцима и да није имала везу од њиховог раскида, али да је отворена и за везу са женом и за везу са мушкарцем. Од 2015. године у вези је са глумицом Холанд Тејлор.